# Монегасский франк
Монегасский (монакский) франк (фр. franc monegasque) — национальная валюта Княжества Монако с 1837 по 2001 год, обращавшаяся параллельно с французским франком.

## Монеты Монако до введения франка
Чеканка монет Монако начата в 1640 году князем Оноре II (правил в 1604—1662 годах). Монетная система страны была аналогичной французской. В 1640 году были выпущены первые монеты:
- медные 2 и 4 патарда,
- биллонные 2, 6 и 12 гро.

Следующий выпуск монет последовал через 8 лет, в 1648 году выпущены биллонные полтора и 3 соля. В 1653 году чеканились медные 2 турнуа (крайне редкая монета).
Серебряные монеты чеканились более регулярно:
- 5 солей — в 1650, 1651, 1653, 1655—1662 годах;
- 10 солей — в 1656, 1658—1660 годах;
- 1/4 экю — в 1643, 1648—1658, 1660, 1661 годах;
- 1/2 экю — в 1648—1651 году;
- экю — в 1648—1656, 1658—1660, 1662 годах.

Периодически чеканились золотые монеты:
- 1/2 луидора — в 1648—1650 годах;
- луидор — в 1654, 1656, 1657, 1660, 1661 годах;
- 2 луидора — в 1648—1650, 1656, 1663, 1664 годах;
- 5 луидоров — в 1649 году.

При следующем князе Луи II (правил в 1662—1701 годах) медные монеты практически не чеканились, единственный номинал — денье турнуа — в 1677-м (крайне редкая монета) и в 1683 году.
Биллонные монеты чеканились только одного номинала, полтора соля — в 1673, 1683, 1693.
Серебряные монеты чеканились:
- 3 соля — в 1673, 1683, 1693 годах;
- 5 солей — в 1662—1666, 1674, 1678, 1681 годах;
- 1/4 экю — в 1665, 1666, 1671, 1673, 1679, 1683, 1693 годах;
- 1/2 экю — в 1652—1656, 1658, 1660, 1665, 1666, 1674, 1681, 1683 годах;
- экю — в 1662, 1663, 1666, 1668—1670, 1672—1675, 1678, 1679, 1681, 1682, 1690—1692 годах;
- талер — в 1668 году (крайне редкая монета)[1].

При князе Антуане I (правил в 1701—1731) чеканились медные монеты:
- 2 денье — в 1703, 1720 годах;
- 4 денье — в 1720 году;
- 8 денье — в 1720 году.

Биллонные монеты:
- полтора соля — в 1701 и 1720 году;
- 3 соля — в 1701, 1703, 1707, 1708, 1720 годах.

Серебряные монеты:
- 1/4 экю — в 1707 году;
- экю — в 1707 и 1708 году.

В период правления Луизы Ипполиты (февраль-ноябрь 1731 года) и Жака I (1731—1733) монеты не чеканились.
В правление Оноре III (1733—1793) медные монеты чеканились только в 1735 году — 3 и 8 денье.
Биллонные монеты чеканились:
- полтора соля — в 1735 году;
- 3 соля — в 1734 и 1735 году[2].

С 1736 по 1836 год монеты Монако не чеканились.

## Франк 1837—1914 годов
В 1837 году, в правление князя Оноре V, был введён монегасский франк, равный французскому франку. Первоначально франк был равен 10 десимам или 100 сантимам, затем деление на десимы было отменено. Монеты чеканились монетным двором Монако (обозначение монетного двора — М) в 1837—1838 годах, затем двор был закрыт, чеканка монет Монако приостановлена.
В 1866 году вступил в силу договор о создании Латинского монетного союза. Монако, формально не являясь участницей союза, фактически выполняло его условия. На территории княжества, кроме монет Франции и Монако, обращались монеты стран-участниц Союза — Бельгии, Италии и Швейцарии, а с 1868 года — Испании и Греции.
В 1878 году при князе Карле III чеканка монет Монако возобновлена. В 1878—1904 годах чеканились только золотые монеты, чеканка производилась Парижским монетным двором (обозначение двора — рог изобилия).
С началом Первой мировой войны золотые монеты исчезли из обращения, чеканка монет была приостановлена.

### МонетыОноре V(1819—1841)
| 5 сантимов | 5 сантимов | 5 сантимов | 5 сантимов | 5 сантимов | 5 сантимов                                                         | 5 сантимов                                        | 5 сантимов  | 5 сантимов                       |
| Аверс      | Реверс     | Диаметр    | Вес        | Гурт       | Аверс                                                              | Реверс                                            | Металл      | Выпущена                         |
| ---------- | ---------- | ---------- | ---------- | ---------- | ------------------------------------------------------------------ | ------------------------------------------------- | ----------- | -------------------------------- |
|            |            |            |            |            | Оноре V HONORE V PRINCE DE MONACO BORREL F.                        | CINQ CENTIMES год чеканки рукопожатие, C, M венок | Латунь      | 1837 Монетный двор — Монако      |
| 5 сантимов |            |            |            |            |                                                                    |                                                   |             |                                  |
| Аверс      | Реверс     | Диаметр    | Вес        | Гурт       | Аверс                                                              | Реверс                                            | Металл      | Выпущена                         |
|            |            |            |            |            | Оноре V HONORE V PRINCE DE MONACO BORREL F.                        | CINQ CENTIMES год чеканки рукопожатие, C, M венок | Медь        | 1837 Монетный двор — Монако      |
| 5 сантимов |            |            |            |            |                                                                    |                                                   |             |                                  |
| Аверс      | Реверс     | Диаметр    | Вес        | Гурт       | Аверс                                                              | Реверс                                            | Металл      | Выпущена                         |
|            |            |            |            |            | Оноре V (меньше размер головы) HONORE V PRINCE DE MONACO BORREL F. | CINQ CENTIMES год чеканки рукопожатие, C, M венок | Латунь      | 1837-1838 Монетный двор — Монако |
| 5 сантимов |            |            |            |            |                                                                    |                                                   |             |                                  |
| Аверс      | Реверс     | Диаметр    | Вес        | Гурт       | Аверс                                                              | Реверс                                            | Металл      | Выпущена                         |
|            |            | 28,8       | 9,15       | узор       | Оноре V (меньше размер головы) HONORE V PRINCE DE MONACO BORREL F. | CINQ CENTIMES год чеканки рукопожатие, C, M венок | Медь        | 1837-1838 Монетный двор — Монако |
| 1 десим    |            |            |            |            |                                                                    |                                                   |             |                                  |
| Аверс      | Реверс     | Диаметр    | Вес        | Гурт       | Аверс                                                              | Реверс                                            | Металл      | Выпущена                         |
|            |            | 33,7       | 18,51      | сет- чатый | Оноре V HONORE V PRINCE DE MONACO BORREL F.                        | UN DECIME год чеканки рукопожатие, C, M венок     | Медь        | 1838 Монетный двор — Монако      |
| 1 десим    |            |            |            |            |                                                                    |                                                   |             |                                  |
| Аверс      | Реверс     | Диаметр    | Вес        | Гурт       | Аверс                                                              | Реверс                                            | Металл      | Выпущена                         |
|            |            |            |            |            | Оноре V HONORE V PRINCE DE MONACO BORREL F.                        | UN DECIME год чеканки рукопожатие, C, M венок     | Латунь      | 1838 Монетный двор — Монако      |
| 1 десим    |            |            |            |            |                                                                    |                                                   |             |                                  |
| Аверс      | Реверс     | Диаметр    | Вес        | Гурт       | Аверс                                                              | Реверс                                            | Металл      | Выпущена                         |
|            |            |            |            |            | Оноре V (меньше размер головы) HONORE V PRINCE DE MONACO BORREL F. | UN DECIME год чеканки рукопожатие, C, M венок     | Медь        | 1838 Монетный двор — Монако      |
| 1 десим    |            |            |            |            |                                                                    |                                                   |             |                                  |
| Аверс      | Реверс     | Диаметр    | Вес        | Гурт       | Аверс                                                              | Реверс                                            | Металл      | Выпущена                         |
|            |            |            |            |            | Оноре V (меньше размер головы) HONORE V PRINCE DE MONACO BORREL F. | UN DECIME год чеканки рукопожатие, C, M венок     | Латунь      | 1838 Монетный двор — Монако      |
| 5 франков  |            |            |            |            |                                                                    |                                                   |             |                                  |
| Аверс      | Реверс     | Диаметр    | Вес        | Гурт       | Аверс                                                              | Реверс                                            | Металл      | Выпущена                         |
|            |            |            | 25 г       |            |                                                                    |                                                   | Серебро 900 | 1837 Монетный двор — Монако      |

### МонетыКарла III(1856—1889)
| 20 франков  | 20 франков | 20 франков | 20 франков | 20 франков | 20 франков | 20 франков                                                              | 20 франков | 20 франков                                                                            |
| Аверс       | Реверс     | Диаметр    | Вес        | Гурт       | Аверс      | Реверс                                                                  | Металл     | Выпущена                                                                              |
| ----------- | ---------- | ---------- | ---------- | ---------- | ---------- | ----------------------------------------------------------------------- | ---------- | ------------------------------------------------------------------------------------- |
|             |            |            | 6,4516 г   |            |            | VINGT FRANCS Герб Монако год чеканки знак монетного двора, знак гравёра | Золото 900 | 1878, 1879 Парижский монетный двор Максимальный тираж — 1879 (50 000 шт.)             |
| 100 франков |            |            |            |            |            |                                                                         |            |                                                                                       |
| Аверс       | Реверс     | Диаметр    | Вес        | Гурт       | Аверс      | Реверс                                                                  | Металл     | Выпущена                                                                              |
|             |            |            | 32,258 г   |            |            | CENT FRANCS Герб Монако год чеканки знак монетного двора, знак гравёра  | Золото 900 | 1882, 1884, 1886 Парижский монетный двор Максимальный тираж — 1884, 1886 (15 000 шт.) |

### МонетыАльбера I(1889—1922)
| 100 франков | 100 франков | 100 франков | 100 франков | 100 франков                               | 100 франков                                                                          | 100 франков | 100 франков                                                                                             | 100 франков |
| Изображение | Диаметр     | Вес         | Гурт        | Аверс                                     | Реверс                                                                               | Металл      | Выпущена                                                                                                |             |
| ----------- | ----------- | ----------- | ----------- | ----------------------------------------- | ------------------------------------------------------------------------------------ | ----------- | --- | ----------- |
|             |             | 32,258 г    |             | Альбер I ALBERT I PRINCE DE MONACO O.Roty | DEO JVVANTE Герб Монако год чеканки A знак монетного двора, знак гравёра CENT FRANCS | Золото 900  | 1891, 1895, 1896, 1901, 1904 Парижский монетный двор Максимальный тираж — 1891, 1895, 1896 (20 000 шт.) |             |

## Франк 1920—1940 годов
После первой мировой войны продолжение чеканки серебряных и золотых монет по стандартам Латинского монетного союза стало невыгодным. В 1920 году Франция, формально не выходя из Союза, прекратила чеканку монет из серебра. С целью ликвидации возникшей нехватки монет мелких номиналов казначейством Монако в 1920—1921 годах выпускались бумажные денежные знаки номиналом в 25, 50 сантимов и 1 франк. Это был единственный случай выпуска денежных знаков Монако в бумажном виде.
В 1924 году возобновлена чеканка монет. Так как Латинский монетный союз формально продолжал существовать, Монако последовало примеру Франции, выпускавшей с 1920 года монеты в 50 сантимов, 1 и 2 франка из алюминиевой бронзы в качестве бонов Коммерческой палаты Франции.
Монеты Монако 1924—1926 годов, чеканившиеся на монетном дворе Пуасси, выпускались как боны Кредитного общества Монако. На монетах 1924 года даже был указан срок их изъятия — 31 октября 1926 года.
С 1927 по 1942 год монеты не чеканились.

### МонетыЛуи II(1922—1949)
| 50 сантимов | 50 сантимов | 50 сантимов | 50 сантимов | 50 сантимов | 50 сантимов | 50 сантимов | 50 сантимов        | 50 сантимов                                     |
| Аверс       | Реверс      | Диаметр     | Вес         | Гурт        | Аверс       | Реверс | Металл             | Выпущена                                        |
| ----------- | ----------- | ----------- | ----------- | ----------- | ----------- | --- | ------------------ | ----------------------------------------------- |
|             |             |             |             |             |             | | Алюминиевая бронза | 1924 Монетный двор — Пуасси Тираж — 150 000 шт. |
| 50 сантимов |             |             |             |             |             | |                    |                                                 |
| Аверс       | Реверс      | Диаметр     | Вес         | Гурт        | Аверс       | Реверс | Металл             | Выпущена                                        |
|             |             |             |             |             |             | | Алюминиевая бронза | 1926 Монетный двор — Пуасси Тираж — 100 000 шт. |
| 1 франк     |             |             |             |             |             | |                    |                                                 |
| Аверс       | Реверс      | Диаметр     | Вес         | Гурт        | Аверс       | Реверс | Металл             | Выпущена                                        |
|             |             |             |             |             |             | CREDIT FONCIER DE MONACO BON P. UN FRANC Герб Монако 1 Fc. REMB.JUSQ’AU 31 Xbre 1926 знак монетного двора, знак гравёра     | Алюминиевая бронза | 1924 Монетный двор — Пуасси Тираж — 150 000 шт. |
| 1 франк     |             |             |             |             |             | |                    |                                                 |
| Аверс       | Реверс      | Диаметр     | Вес         | Гурт        | Аверс       | Реверс | Металл             | Выпущена                                        |
|             |             |             |             |             |             | CREDIT FONCIER DE MONACO BON P. UN FRANC Герб Монако 1 Fc. знак монетного двора, знак гравёра                               | Медь               | 1926 Монетный двор — Пуасси Тираж — 100 000 шт. |
| 2 франка    |             |             |             |             |             | |                    |                                                 |
| Аверс       | Реверс      | Диаметр     | Вес         | Гурт        | Аверс       | Реверс | Металл             | Выпущена                                        |
|             |             |             |             |             |             | CREDIT FONCIER DE MONACO BON P. DEUX FRANCs Герб Монако 2 Fcs. REMB.JUSQ’AU 31 Xbre 1926 знак монетного двора, знак гравёра | Алюминиевая бронза | 1924 Монетный двор — Пуасси Тираж — 75 000 шт.  |
| 2 франка    |             |             |             |             |             | |                    |                                                 |
| Аверс       | Реверс      | Диаметр     | Вес         | Гурт        | Аверс       | Реверс | Металл             | Выпущена                                        |
|             |             |             |             |             |             | CREDIT FONCIER DE MONACO BON P. DEUX FRANCs Герб Монако 2 Fcs. знак монетного двора, знак гравёра                           | Алюминиевая бронза | 1926 Монетный двор — Пуасси Тираж — 75 000 шт.  |

## Франк 1940—1959 годов
Чеканка монет возобновлена после 16-летнего перерыва в 1943 году. Монеты Монако с этого года чеканятся только Парижским монетным двором. Изменение металла и номиналов монет следовало за аналогичными изменениями в чеканке французских монет режима Виши, а затем — Четвёртой республики.

### МонетыЛуи II(1922—1949)
| 1 франк    | 1 франк | 1 франк | 1 франк | 1 франк | 1 франк | 1 франк                                                                        | 1 франк               | 1 франк                    |
| Аверс      | Реверс  | Диаметр | Вес     | Гурт    | Аверс   | Реверс                                                                         | Металл                | Выпущена                   |
| ---------- | ------- | ------- | ------- | ------- | ------- | ------------------------------------------------------------------------------ | --------------------- | -------------------------- |
|            |         | 22,9 мм |         |         |         | Герб Монако 1 FRANC 1 знак монетного двора, знак гравёра                       | Алюминий              | 1943 Тираж — 2 500 000 шт. |
| 1 франк    |         |         |         |         |         |                                                                                |                       |                            |
| Аверс      | Реверс  | Диаметр | Вес     | Гурт    | Аверс   | Реверс                                                                         | Металл                | Выпущена                   |
|            |         | 22,9 мм |         |         |         |                                                                                | Алюминиевая бронза    | 1945 Тираж — 1 509 000 шт. |
| 2 франка   |         |         |         |         |         |                                                                                |                       |                            |
| Аверс      | Реверс  | Диаметр | Вес     | Гурт    | Аверс   | Реверс                                                                         | Металл                | Выпущена                   |
|            |         |         |         |         |         | Герб Монако 2 FRANCS 2 знак монетного двора, знак гравёра                      | Алюминий              | 1943 Тираж — 1 250 000 шт. |
| 2 франка   |         |         |         |         |         |                                                                                |                       |                            |
| Аверс      | Реверс  | Диаметр | Вес     | Гурт    | Аверс   | Реверс                                                                         | Металл                | Выпущена                   |
|            |         |         |         |         |         |                                                                                | Алюминиевая бронза    | 1945 Тираж — 1 080 000 шт. |
| 5 франков  |         |         |         |         |         |                                                                                |                       |                            |
| Аверс      | Реверс  | Диаметр | Вес     | Гурт    | Аверс   | Реверс                                                                         | Металл                | Выпущена                   |
|            |         |         |         |         |         | Герб Монако 5 FRANCS 5 знак монетного двора, знак гравёра год чеканки          | Алюминий              | 1945 Тираж — 1 000 000 шт. |
| 10 франков |         |         |         |         |         |                                                                                |                       |                            |
| Аверс      | Реверс  | Диаметр | Вес     | Гурт    | Аверс   | Реверс                                                                         | Металл                | Выпущена                   |
|            |         |         |         |         |         | Герб Монако две ветви 10 FRANCS знак монетного двора, знак гравёра год чеканки | Медно-никелевый сплав | 1946 Тираж — 1 000 000 шт. |
| 20 франков |         |         |         |         |         |                                                                                |                       |                            |
| Аверс      | Реверс  | Диаметр | Вес     | Гурт    | Аверс   | Реверс                                                                         | Металл                | Выпущена                   |
|            |         |         |         |         |         | Герб Монако две ветви 20 FRANCS знак монетного двора, знак гравёра год чеканки | Медно-никелевый сплав | 1947 Тираж — 1 000 000 шт. |

### МонетыРенье III(1949—1960)
| 10 франков  | 10 франков | 10 франков | 10 франков | 10 франков | 10 франков | 10 франков                                                            | 10 франков            | 10 франков                           |
| Аверс       | Реверс     | Диаметр    | Вес        | Гурт       | Аверс      | Реверс                                                                | Металл                | Выпущена                             |
| ----------- | ---------- | ---------- | ---------- | ---------- | ---------- | --------------------------------------------------------------------- | --------------------- | ------------------------------------ |
|             |            |            |            |            |            | Герб Монако 10 FRS DEO JUVANTE знак монетного двора, знак гравёра     | Алюминиевая бронза    | 1950, 1951 Тираж — 500 000 шт. в год |
| 20 франков  |            |            |            |            |            |                                                                       |                       |                                      |
| Аверс       | Реверс     | Диаметр    | Вес        | Гурт       | Аверс      | Реверс                                                                | Металл                | Выпущена                             |
|             |            |            |            |            |            | Герб Монако 20 FRS DEO JUVANTE знак монетного двора, знак гравёра     | Алюминиевая бронза    | 1950, 1951 Тираж — 500 000 шт. в год |
| 50 франков  |            |            |            |            |            |                                                                       |                       |                                      |
| Аверс       | Реверс     | Диаметр    | Вес        | Гурт       | Аверс      | Реверс                                                                | Металл                | Выпущена                             |
|             |            |            |            |            |            | DEO JUVANTE всадник 50 FRANCS знак монетного двора, знак гравёра      | Алюминиевая бронза    | 1950 Тираж — 500 000 шт.             |
| 100 франков |            |            |            |            |            |                                                                       |                       |                                      |
| Аверс       | Реверс     | Диаметр    | Вес        | Гурт       | Аверс      | Реверс                                                                | Металл                | Выпущена                             |
|             |            |            |            |            |            | DEO JUVANTE всадник 50 FRANCS знак монетного двора, знак гравёра      | Медно-никелевый сплав | 1950 Тираж — 500 000 шт.             |
| 100 франков |            |            |            |            |            |                                                                       |                       |                                      |
| Аверс       | Реверс     | Диаметр    | Вес        | Гурт       | Аверс      | Реверс                                                                | Металл                | Выпущена                             |
|             |            |            |            |            |            | DEO JUVANTE Герб Монако знак монетного двора, знак гравёра 100 FRANCS | Медно-никелевый сплав | 1956 Тираж — 500 000 шт.             |

## Франк 1960—2000 годов
1 января 1960 года во Франции была проведена деноминация, введён «новый франк», равный ста старым. Аналогичная реформа была проведена и в Монако.
| 1 сантим    | 1 сантим    | 1 сантим | 1 сантим | 1 сантим | 1 сантим                                                       | 1 сантим                                                                                           | 1 сантим                                 | 1 сантим                                                                              |
| Аверс       | Реверс      | Диаметр  | Вес      | Гурт     | Аверс                                                          | Реверс                                                                                             | Металл                                   | Выпущена                                                                              |
| ----------- | ----------- | -------- | -------- | -------- | -------------------------------------------------------------- | -------------------------------------------------------------------------------------------------- | ---------------------------------------- | ------------------------------------------------------------------------------------- |
|             |             |          | 1,65 г   |          | PRINCIPAUTE DE MONACO Герб Монако                              | 1 Cme ветвь год чеканки знак монетного двора, знак гравёра                                         | Хромированная сталь                      | 1976-1979, 1982, 1995 Максимальный тираж — 1978, 1979 (50 000 шт. в год)              |
| 5 сантимов  |             |          |          |          |                                                                | |                                          |                                                                                       |
| Аверс       | Реверс      | Диаметр  | Вес      | Гурт     | Аверс                                                          | Реверс                                                                                             | Металл                                   | Выпущена                                                                              |
|             |             |          | 2 г      |          |                                                                | Монах с мечом Герб Монако DEO JUVANTE 5 CENTIMES знак монетного двора, знак гравёра                | Алюминиевая бронза                       | 1976-1979, 1982, 1995 Максимальный тираж — 1978, 1979 (75 000 шт. в год)              |
| 10 сантимов |             |          |          |          |                                                                | |                                          |                                                                                       |
| Аверс       | Реверс      | Диаметр  | Вес      | Гурт     | Аверс                                                          | Реверс                                                                                             | Металл                                   | Выпущена                                                                              |
|             |             |          |          |          |                                                                | Монах с мечом Герб Монако DEO JUVANTE 10 CENTIMES знак монетного двора, знак гравёра               | Алюминиевая бронза                       | 1962, 1974—1979, 1982, 1995 Максимальный тираж — 1962 (750 000 шт.)                   |
| 20 сантимов |             |          |          |          |                                                                | |                                          |                                                                                       |
| Аверс       | Реверс      | Диаметр  | Вес      | Гурт     | Аверс                                                          | Реверс                                                                                             | Металл                                   | Выпущена                                                                              |
|             |             |          | 3,96 г   |          |                                                                | Монах с мечом Герб Монако DEO JUVANTE 20 CENTIMES знак монетного двора, знак гравёра               | Алюминиевая бронза                       | 1962, 1974—1979, 1982, 1995 Максимальный тираж — 1962 (750 000 шт.)                   |
| 50 сантимов |             |          |          |          |                                                                | |                                          |                                                                                       |
| Аверс       | Реверс      | Диаметр  | Вес      | Гурт     | Аверс                                                          | Реверс                                                                                             | Металл                                   | Выпущена                                                                              |
|             |             |          |          |          |                                                                | Монах с мечом Герб Монако DEO JUVANTE 50 CENTIMES знак монетного двора, знак гравёра               | Алюминиевая бронза                       | 1962 Тираж — 375 000 шт.                                                              |
| 1/2 франка  |             |          |          |          |                                                                | |                                          |                                                                                       |
| Аверс       | Реверс      | Диаметр  | Вес      | Гурт     | Аверс                                                          | Реверс                                                                                             | Металл                                   | Выпущена                                                                              |
|             |             | 20,5 мм  | 4,55 г   |          |                                                                | DEO JUVANTE Герб Монако 1/2 FR знак монетного двора, знак гравёра                                  | Никель                                   | 1965, 1968, 1974—1979, 1982, 1989, 1995 Максимальный тираж — 1982 (460 000 шт.)       |
| 1 франк     |             |          |          |          |                                                                | |                                          |                                                                                       |
| Аверс       | Реверс      | Диаметр  | Вес      | Гурт     | Аверс                                                          | Реверс                                                                                             | Металл                                   | Выпущена                                                                              |
| px=70       | px=70       |          |          |          |                                                                | DEO JUVANTE Герб Монако 1 FR знак монетного двора, знак гравёра                                    | Никель                                   | 1960, 1966, 1974—1979, 1982, 1986, 1989, 1995 Максимальный тираж — 1982 (525 000 шт.) |
| 2 франка    |             |          |          |          |                                                                | |                                          |                                                                                       |
| Аверс       | Реверс      | Диаметр  | Вес      | Гурт     | Аверс                                                          | Реверс                                                                                             | Металл                                   | Выпущена                                                                              |
|             |             | 26,5 мм  |          |          |                                                                | 2 FRANCS Герб Монако вензель князя Ренье год чеканки знак монетного двора, знак гравёра            | Никель                                   | 1979, 1981, 1982 Максимальный тираж — 1922 (446 000 шт.)                              |
| 2 франка    |             |          |          |          |                                                                | |                                          |                                                                                       |
| Аверс       | Реверс      | Диаметр  | Вес      | Гурт     | Аверс                                                          | Реверс                                                                                             | Металл                                   | Выпущена                                                                              |
|             |             | 26,5 мм  |          |          |                                                                | | Никель                                   | 1995                                                                                  |
| 5 франков   |             |          |          |          |                                                                | |                                          |                                                                                       |
| Аверс       | Реверс      | Диаметр  | Вес      | Гурт     | Аверс                                                          | Реверс                                                                                             | Металл                                   | Выпущена                                                                              |
|             |             |          | 12 г     |          |                                                                | Герб Монако 5 F DEO JUVANTE                                                                        | Серебро 835                              | 1960, 1966 Тираж — 125 000 шт. в год                                                  |
| 5 франков   |             |          |          |          |                                                                | |                                          |                                                                                       |
| Аверс       | Реверс      | Диаметр  | Вес      | Гурт     | Аверс                                                          | Реверс                                                                                             | Металл                                   | Выпущена                                                                              |
|             |             |          |          |          |                                                                | корона вензель князя Ренье 5 FRANCS                                                                | Никель, покрытый медно-никелевым сплавом | 1971, 1974—1979, 1982, 1989, 1995 Максимальный тираж — 1971, 1974 (250 000 шт. в год) |
| 10 франков  |             |          |          |          |                                                                | |                                          |                                                                                       |
| Аверс       | Реверс      | Диаметр  | Вес      | Гурт     | Аверс                                                          | Реверс                                                                                             | Металл                                   | Выпущена                                                                              |
|             |             |          | 25 г     |          |                                                                | RAINIER III PRINCE DE MONACO Герб Монако год чеканки знак монетного двора, знак гравёра            | Серебро 900                              | 1966 Тираж — 62 500 шт.                                                               |
| 10 франков  |             |          |          |          |                                                                | |                                          |                                                                                       |
| Аверс       | Реверс      | Диаметр  | Вес      | Гурт     | Аверс                                                          | Реверс                                                                                             | Металл                                   | Выпущена                                                                              |
|             |             |          | 10,2 г   |          |                                                                | 10 FRANCS Герб Монако вензель князя Ренье знак монетного двора, знак гравёра 1949.1974             | Медно-никелево-алюминиевый сплав         | 1974 Тираж — 25 000 шт.                                                               |
| 10 франков  |             |          |          |          |                                                                | |                                          |                                                                                       |
| Аверс       | Реверс      | Диаметр  | Вес      | Гурт     | Аверс                                                          | Реверс                                                                                             | Металл                                   | Выпущена                                                                              |
|             |             |          |          |          |                                                                | 10 FRANCS Герб Монако вензель князя Ренье знак монетного двора, знак гравёра год чеканки           | Медно-никелево-алюминиевый сплав         | 1975-1979, 1981, 1982 Максимальный тираж — 1981, 1982 (230 000 шт. в год)             |
| 10 франков  |             |          |          |          |                                                                | |                                          |                                                                                       |
| Аверс       | Реверс      | Диаметр  | Вес      | Гурт     | Аверс                                                          | Реверс                                                                                             | Металл                                   | Выпущена                                                                              |
|             |             |          |          |          | PRINCESSE GRACE DE MONACO княгиня Грейс 1929 . 1982 R.B. BARON | PRINCIPAUTE DE MONACO роза 10 FRANCS знак монетного двора, знак гравёра год чеканки                | Медно-никелево-алюминиевый сплав         | 1982 Тираж — 30 000 шт.                                                               |
| 10 франков  |             |          |          |          |                                                                | |                                          |                                                                                       |
| Аверс       | Реверс      | Диаметр  | Вес      | Гурт     | Аверс                                                          | Реверс                                                                                             | Металл                                   | Выпущена                                                                              |
|             |             |          | 10 г     |          |                                                                | | Медно-никелево-алюминиевый сплав         | 1989 Тираж — 100 000 шт.                                                              |
| 10 франков  |             |          |          |          |                                                                | |                                          |                                                                                       |
| Аверс       | Реверс      | Диаметр  | Вес      | Гурт     | Аверс                                                          | Реверс                                                                                             | Металл                                   | Выпущена                                                                              |
|             |             |          |          |          |                                                                | PRINCIPAUTE DE MONACO вензель князя Ренье III 10 °F знак монетного двора, знак гравёра год чеканки | Биметалл                                 | 1989, 1991—1998, 2000 Максимальный тираж — 1991—1998 (250 000 шт. в год)              |
| 20 франков  |             |          |          |          |                                                                | |                                          |                                                                                       |
| Аверс       | Реверс      | Диаметр  | Вес      | Гурт     | Аверс                                                          | Реверс                                                                                             | Металл                                   | Выпущена                                                                              |
|             |             |          |          |          | корона PALAIS PRINCIER княжеский дворец в Монако DEO JUVANTE   | PRINCIPAUTE DE MONACO вензель князя Ренье III 20 °F знак монетного двора, знак гравёра год чеканки | Триметалл                                | 1992, 1995, 1997 Максимальный тираж — 1997 (120 000 шт.)                              |
| 50 франков  |             |          |          |          |                                                                | |                                          |                                                                                       |
| Изображение | Изображение | Диаметр  | Вес      | Гурт     | Аверс                                                          | Реверс                                                                                             | Металл                                   | Выпущена                                                                              |
|             |             |          | 30 г     |          |                                                                | DEO JVVANTE четыре буквы R, увенчанных коронами CINQVANTE FRANCS                                   | Серебро 900                              | 1974 Тираж — 25 000 шт.                                                               |
| 50 франков  |             |          |          |          |                                                                | |                                          |                                                                                       |
| Аверс       | Реверс      | Диаметр  | Вес      | Гурт     | Аверс                                                          | Реверс                                                                                             | Металл                                   | Выпущена                                                                              |
|             |             |          | 30 г     |          |                                                                | | Серебро 900                              | 1975, 1976 Максимальный тираж — 1975 (7 500 шт.)                                      |
| 100 франков |             |          |          |          |                                                                | |                                          |                                                                                       |
| Аверс       | Реверс      | Диаметр  | Вес      | Гурт     | Аверс                                                          | Реверс                                                                                             | Металл                                   | Выпущена                                                                              |
|             |             |          | 15 г     |          |                                                                | PRINCIPAUTE DE MONACO герб Монако 100 FRANCS                                                       | Серебро 900                              | 1982 Тираж — 30 000 шт.                                                               |
| 100 франков |             |          |          |          |                                                                | |                                          |                                                                                       |
| Изображение | Изображение | Диаметр  | Вес      | Гурт     | Аверс                                                          | Реверс                                                                                             | Металл                                   | Выпущена                                                                              |
|             |             |          | 15 г     |          |                                                                | | Серебро 900                              | 1989 Тираж — 45 000 шт.                                                               |
| 100 франков |             |          |          |          |                                                                | |                                          |                                                                                       |
| Аверс       | Реверс      | Диаметр  | Вес      | Гурт     | Аверс                                                          | Реверс                                                                                             | Металл                                   | Выпущена                                                                              |
|             |             |          | 15 г     | гладкий  | DINASTIE DE GRIMALDI монах с мечом у ворот замка 1297 1997     | MONACO всадник 100 f знак монетного двора, знак гравёра                                            | Серебро 950                              | 1997 Тираж — 30 000 шт.                                                               |
| 100 франков |             |          |          |          |                                                                | |                                          |                                                                                       |
| Аверс       | Реверс      | Диаметр  | Вес      | Гурт     | Аверс                                                          | Реверс                                                                                             | Металл                                   | Выпущена                                                                              |
|             |             |          | 15 г     |          | RAINIER III PRINCE DE MONACO князь Ренье III год чеканки       | | Серебро 900                              | 1999 Тираж — 20 000 шт.                                                               |

## Введение евро
1 января 2002 года в Монако введена в обращение новая валюта — евро. Так как курс монегасского франка был прикреплён к французскому франку, курс обмена его на евро был установлен такой же, как для французского франка: 1 евро = 6,55957 монегасского франка.